# Justin Kili
Justin Hansu Kili, né en 1953 et mort le 17 janvier 2015, est une personnalité médiatique et un journaliste papou-néo-guinéen.

## Biographie
Surnommé JT, il est couramment appelé « la voix de la Papouasie-Nouvelle-Guinée », étant la personnalité radiophonique la plus célèbre du pays,.
Il commence sa carrière médiatique en devenant présentateur à Radio Bougainville en 1972. Il travaille par la suite également pour la télévision et pour la presse écrite. En 1986 il crée le programme de musique CHM Supersound à la radio, diffusé à travers le pays et au-delà. Il crée également le hit-parade The Weekly PNG Top 20, et établit en 2004 un prix national annuel de musique avec la chaîne de radio Yumi FM.
Journaliste pendant trente-cinq ans, il se concentre notamment sur la révélation de cas de corruption. Il travaille en association avec la branche papou-néo-guinéenne de Transparency International, et en devient membre du comité de direction en 2014. Travaillant aussi comme correspondant pour la British Broadcasting Corporation (BBC) et pour Radio Australia, il devient à terme directeur général du Conseil des médias de Papouasie-Nouvelle-Guinée.
Déjà membre de l'ordre de l'Empire britannique (MBE), il est fait officier de l'ordre de Logohu (ordre national de Papouasie-Nouvelle-Guinée) en 2008, pour services rendus aux médias, à la promotion de la musique, et pour l'aide qu'il a apportée au développement de l'éducation primaire dans le pays.
Il meurt le 17 janvier 2015 à l'hôpital à Vunapope, dans la province de Nouvelle-Bretagne orientale, « après une brève maladie »,.

## Titulature
Justin Hansu Kili OL MBE